# Nicolás Barrientos
Nicolás Barrientos, né le 24 avril 1987 à Cali, est un joueur de tennis colombien professionnel depuis 2009.

## Carrière
Barrientos fait sa première apparition sur le circuit mondial ATP en juillet 2013 au premier tour du tournoi de Bogota 2013 contre Ruben Bemelmans.
Il joue sa première finale sur le circuit ATP en 2014 au tournoi de Bogota 2014 avec Juan Sebastián Cabal.
Il fait ses débuts en Grand Chelem en double à l'US Open 2014 avec son compatriote Santiago Giraldo et remporte son premier match contre Andrey Golubev et Denis Istomin.

## Palmarès

### Titres en double messieurs
| No | Date       | Nom et lieu du tournoi           | Catégorie | Dotation    | Surface      | Partenaire                  | Finalistes                     | Score    |          |
| -- | ---------- | -------------------------------- | --------- | ----------- | ------------ | --------------------------- | ------------------------------ | -------- | -------- |
| 1  | 19-02-2024 | Rio Open by Claro Rio de Janeiro | ATP 500   | 2 100 230 $ | Terre (ext.) | Rafael Matos                | Alexander Erler Lucas Miedler  | 6-4, 6-3 | Parcours |
| 2  | 24-02-2025 | Movistar Chile Open Santiago     | ATP 250   | 680 140 $   | Terre (ext.) | Rithvik Choudary Bollipalli | Máximo González Andrés Molteni | 6-3, 6-2 | Parcours |

### Finales en double messieurs
| No | Date       | Nom et lieu du tournoi                       | Catégorie | Dotation    | Surface      | Vainqueurs                              | Partenaire                | Score              |          |
| -- | ---------- | -------------------------------------------- | --------- | ----------- | ------------ | --------------------------------------- | ------------------------- | ------------------ | -------- |
| 1  | 14-07-2014 | Claro Open Colombia Bogota                   | ATP 250   | 663 610 $   | Dur (ext.)   | Sam Groth Chris Guccione                | Juan Sebastián Cabal      | 7-65, 63-7, [11-9] | Parcours |
| 2  | 26-09-2022 | Eugene Korea Open Tennis Championships Séoul | ATP 250   | 1 117 930 $ | Dur (ext.)   | Raven Klaasen Nathaniel Lammons         | Miguel Ángel Reyes-Varela | 6-1, 7-5           | Parcours |
| 3  | 13-02-2023 | Argentina Open Buenos Aires                  | ATP 250   | 626 595 $   | Terre (ext.) | Simone Bolelli Fabio Fognini            | Ariel Behar               | 6-2, 6-4           | Parcours |
| 4  | 14-10-2024 | Almaty Open Almaty                           | ATP 250   | 1 036 700 $ | Dur (int.)   | Rithvik Choudary Bollipalli Arjun Kadhe | Skander Mansouri          | 3-6, 7-63, [14-12] | Parcours |

## Parcours dans les tournois duGrand Chelem

### En simple
N'a jamais participé à un tableau final.

### En double messieurs
| Année | Open d'Australie                                                                 | Open d'Australie                                                                       | Internationaux de France                                                   | Internationaux de France                                                         | Wimbledon                                                                                  | Wimbledon                                                                               | US Open                                                                          | US Open |
| 2014  | —                                                                                | —                                                                                      | —                                                                          | —                                                                                | —                                                                                          | —                                                                                       | 2e tour (1/16) S. Giraldo \|\| style="text-align:left;" \| D. Nestor N. Zimonjić |         |
|       |                                                                                  |                                                                                        |                                                                            |                                                                                  |                                                                                            |                                                                                         |                                                                                  |         |
| 2022  | —                                                                                | —                                                                                      | —                                                                          | —                                                                                | 1er tour (1/32) M. Á. Reyes-Varela \|\| style="text-align:left;" \| W. Blumberg C. Ruud    | 1er tour (1/32) M. Á. Reyes-Varela \|\| style="text-align:left;" \| N. Borges F. Cabral |                                                                                  |         |
| 2023  | 2e tour (1/16) A. Behar \|\| style="text-align:left;" \| B. Bonzi A. Rinderknech | 2e tour (1/16) R. Galloway \|\| style="text-align:left;" \| M. Arévalo J.-J. Rojer     | —                                                                          | —                                                                                | 2e tour (1/16) A. Göransson \|\| style="text-align:left;" \| S. González É. Roger-Vasselin |                                                                                         |                                                                                  |         |
| 2024  | 2e tour (1/16) R. Matos \|\| style="text-align:left;" \| A. Behar A. Pavlásek    | 1er tour (1/32) F. Cabral \|\| style="text-align:left;" \| G. Andreozzi R. Hijikata    | 2e tour (1/16) F. Cabral \|\| style="text-align:left;" \| R. Matos M. Melo | 2e tour (1/16) S. Mansouri \|\| style="text-align:left;" \| I. Dodig A. Pavlásek |                                                                                            |                                                                                         |                                                                                  |         |
| 2025  | 1er tour (1/32) R. Bopanna \|\| style="text-align:left;" \| P. Martínez J. Munar | 1er tour (1/32) R.C. Bollipalli \|\| style="text-align:left;" \| G. Diallo J. Fearnley |                                                                            |                                                                                  |                                                                                            |                                                                                         |                                                                                  |         |

N.B. : le nom du partenaire se trouve sous le résultat ; les noms des ultimes adversaires se trouvent à droite.

### En double mixte
| Année | Open d'Australie | Open d'Australie | Internationaux de France | Internationaux de France | Wimbledon                                                                      | Wimbledon | US Open | US Open |
| 2024  | —                | —                | —                        | —                        | 1er tour (1/32) M. Kato \|\| style="text-align:left;" \| T. Townsend J. Murray | —         | —       |         |

N.B. : le nom du partenaire se trouve sous le résultat ; les noms des ultimes adversaires se trouvent à droite.

## Classements ATP en fin de saison
| Année          | 2009 | 2010 | 2011 | 2012 | 2013 | 2014 | 2015 | 2016 | 2017 | 2018 | 2019 | 2020 | 2021 | 2022 | 2023 |
| Rang en simple | –    | 872  | 628  | 297  | 348  | 302  | 295  | 378  | –    | –    | 894  | 798  | 552  | 453  | 1363 |
| Rang en double | 1442 | 767  | 724  | 579  | 134  | 84   | 153  | 176  | –    | 919  | 357  | 274  | 156  | 60   | 66   |

Source : (en) Classements de Nicolás Barrientos sur le site officiel de la Fédération internationale de tennis